# Silene vachschii
Silene vachschii är en nejlikväxtart som beskrevs av Ovczinn. Silene vachschii ingår i släktet glimmar, och familjen nejlikväxter. Inga underarter finns listade i Catalogue of Life.